# C/1996 P2 Russell-Watson
C/1996 P2 Russell-Watson è una cometa non periodica scoperta il 10 agosto 1996.
Dopo l'annuncio della sua scoperta sono state trovate immagini di prescoperta risalenti al 2 maggio 1995.